# Salacia gerrardii
Salacia gerrardii är en benvedsväxtart som beskrevs av Jean-Baptiste Lamarck och Thomas Archibald Sprague. Salacia gerrardii ingår i släktet Salacia och familjen Celastraceae. Inga underarter finns listade.